# Athens (Alabama)
Pour les articles homonymes, voir Athens.
La ville d'Athens est le siège du comté de Limestone, dans l'État de l'Alabama, aux États-Unis.

## Démographie
| 1850 | 1870 | 1880  | 1890 | 1900  | 1910  | 1920  | 1930  |
| ---- | ---- | ----- | ---- | ----- | ----- | ----- | ----- |
| 991  | 887  | 1 011 | 940  | 1 010 | 1 715 | 3 323 | 4 238 |

| 1940  | 1950  | 1960  | 1970   | 1980   | 1990   | 2000   | 2010   |
| ----- | ----- | ----- | ------ | ------ | ------ | ------ | ------ |
| 4 342 | 6 309 | 9 330 | 14 360 | 14 558 | 16 901 | 18 967 | 21 897 |